# Tazarka
Tazarka (arabe : تازركة) est une ville de Tunisie située dans la région du cap Bon, à 66 kilomètres au sud-est de Tunis. Le périmètre municipal s'étend sur 1 985 hectares, pour une population de 9 388 habitants en 2014.

## Histoire
La municipalité de Tazarka est créée par un décret du 2 avril 1966.

## Économie
Ses principales activités économiques sont l'agriculture (oranges, fraises, tomates, piments, etc.) et l'industrie à El Mazra (cuir, textile, etc.). Tazarka est également réputée pour son assidat zgougou et ses figues.

## Culture
Elle accueille annuellement la Fête de la mer et le Salon international de la bande dessinée (10e édition en 2006).

## Personnalité
Mahmoud Messadi, ancien ministre et l'un des grands auteurs de la littérature tunisienne contemporaine, est natif de cette ville.

## Jumelages
- Frameries (Belgique) depuis 1985[3]